# Angolese Burgeroorlog
De Angolese burgeroorlog (Portugees: Guerra Civil Angolana) was een burgeroorlog in Angola, die begon in 1975 en met tussenpozen voortduurde tot 2002. De oorlog begon onmiddellijk nadat Angola in november 1975 onafhankelijk werd van Portugal. De oorlog was een machtsstrijd tussen twee voormalige antikoloniale guerrillabewegingen, de communistische Volksbeweging voor de Bevrijding van Angola (MPLA) en de anticommunistische Nationale Unie voor de Totale Onafhankelijkheid van Angola (UNITA). De oorlog werd gebruikt als een surrogaat slagveld voor de Koude Oorlog door rivaliserende machten zoals de Sovjet-Unie, Cuba, Zuid-Afrika en de Verenigde Staten. 

## Achtergrond
Vanaf 1961 voerde Angola een onafhankelijkheidsoorlog tegen kolonisator Portugal. De oorlog was ook duidelijk een deel van de Koude Oorlog, door de strijd tussen de door de Sovjet-Unie gesteunde marxistisch georiënteerde MPLA en de door de Verenigde Staten en Zuid-Afrika gesteunde FNLA en UNITA. 
De VS financierde beide bewegingen FNLA en UNITA vanaf 1961 verdekt via Zaïre, het noordelijke buurland van Angola. De FNLA werd later ook nog door een reeks andere landen ondersteund. Israël steunde de FNLA tussen 1963 en 1969 en trainde strijders in Israël. In de jaren daarna leverde Israël wapens via Zaïre.
De UNITA, geleid door Jonas Savimbi, werkte in 1972-73 samen met het Portugese leger, in de strijd tegen de MPLA. Toen een eigenzinnige SADF-commandant in september 1973 een aanval op de UNITA uitvoerde, werd de overeenkomst verbroken en werd UNITA omgevormd tot een bevrijdingsorganisatie. De beweging was veel zwakker dan FNLA en MPLA, met in 1974 zo'n 600-800 man. Savimbi wendde zich tot Zuid-Afrika, om gezamenlijk te strijden voor een onafhankelijk Angola en een alliantie te vormen tegen de communisten, inclusief de SWAPO.
Op 15 januari 1975 tekenden de bevrijdingsorganisaties FNLA, UNITA en MPLA  het Verdrag van Alvor, die het officiële einde van de onafhankelijkheidsoorlog betekende. Er werden verkiezingen en een overgangsregering in het vooruitzicht gesteld. Twee andere organisaties werden uitgesloten. De onderlinge gevechten werden echter spoedig hervat, waarmee een burgeroorlog begon, waarbij de verschillende groeperingen streden om de macht en trachtten zoveel mogelijk grondgebied te veroveren vóór de geplande onafhankelijkheid op 11 november. 
De VS gaf extra geld aan de FNLA, voor de aankoop van krantenbedrijven en radiostations. Er werden via Zaïre wapens geleverd en Zaïrese troepen gezonden. In juli 1975 trok Zuid-Afrika $14 miljoen dollar uit voor geheime wapenleveranties aan FNLA en UNITA. Op 9 augustus 1975 viel het Zuid-Afrikaanse leger het zuiden van Angola binnen, in samenwerking met de FNLA en de UNITA. 
Op 14 oktober 1975 startte Zuid-Afrika Operation Savannah. Het leger viel Angola binnen, met de bedoeling om de communistische MPLA te vernietigen. Cuba greep echter in en Zuid-Afrika besloot in december zich terug te trekken. Zuid-Afrika beloofde de UNITA steun in hun strijd tegen de MPLA. Zo werden strijders door Zuid-Afrika getraind. UNITA vestigde een hoofdkwartier in het noordoosten van Angola. Het leger bleef ook kleinere invallen in Angola uitvoeren. De blanke soldaten van het apartheidsleger schminkten daarbij hun gezichten zwart met "Black is Beautiful"-make-up. Intussen droegen de Portugezen op 11 november 1975 de macht over aan de MPLA en werd diens voorzitter Agostinho Neto president, met Lopo de Nascismento als premier. De communistische eenpartij-staat werd gesteund door de Sovjet-Unie and Cuba, maar bleef onafhankelijk van buitenlandse mogendheden.
Begin jaren 1980 stuurde Zuid-Afrika opnieuw troepen naar Angola. Midden 1987 lanceerde de Angolese regering, voor wie de Unita-controle van het zuidelijke steden Mavinga en Jamba een doorn in het oog was, Operatie Saludando Octobre (Groetend Oktober). Op aandringen van Unita-leider Jonas Savimbi volgde in september 1987 een grootschalig Zuid-Afrikaans tegenoffensief waardoor de Angolezen werden teruggedrongen tot aan de stad Cuito Cuanavale, aan de samenloop van de Cuito en Cuanavalerivier. Een maandenlange en hevige slag om deze stad resulteerde in een patstelling. Om definitief komaf te maken met de Zuid-Afrikaanse inmenging in hun land riep de Angolese regering de steun in van Fidel Castro. Die stuurde 15000 van zijn beste manschappen waardoor de totale Cubaanse troepenmacht in Angola zo'n 50 à 55000 bedroeg. Omdat de wegens het wapenembargo verouderde Zuid-Afrikaanse Mirages geen partij meer waren voor de moderne MiG's van de Cubanen begonnen de krijgskansen stilaan te keren. 
Om de verliezen onder de jonge blanke dienstplichtigen te beperken besliste de Zuid-Afrikaanse staf in maart 1988 tot de terugtocht. Op 30 augustus was de terugtrekking voltooid. Onder leiding van de Amerikaanse bemiddelaar Chester Crocker begonnen in 1989 onderhandelingen die tot het formele einde van de oorlog leidden. Cuba begon op 10 januari 1989 met de terugtrekking van zijn troepen, die pas op 25 mei 1991 was voltooid.